# Heliconius atthis
Heliconius atthis is een vlinder uit de familie Nymphalidae. De wetenschappelijke naam van de soort is gepubliceerd in 1847 door Edward Doubleday.